# 亨利·斐茲洛伊 (1158年逝世)
亨利·斐茲洛伊（Henry FitzRoy，?—1158年），英格蘭亨利一世與內絲特的私生子。

## 家世
亨利的姓氏「斐茲洛伊」是國王私生子使用的姓氏，其母內絲特是德赫巴思王國末代國王瑞斯（Rhys ap Tewdwr）之女。

## 逝世
1158年亨利代表他的外甥亨利二世率軍攻擊北威爾士，於戰鬥中陣亡。